# Patrologia Orientalis
La Patrologia Orientalis est l'édition de textes des Pères de l'Église écrits ou conservés en langues orientales (syriaque, arménien, copte, géorgien, arabe, éthiopien, slavon, grec), parfois avec traduction. La collection a été fondée en 1899 par René Graffin et François Nau. Elle a, par la suite, été dirigée par François Graffin.

## Volumes en ligne
- « Patrologia Syriaca and Patrologia Orientalis : A list of older volumes and contents with links to free online editions », sur tertullian.org (consulté le 27 octobre 2012). Les volumes 2, 3, 6, 7, 8, 9, 10, 11, 12, 13, 14, 15, 16, 17, 18, 19, 21, 22, 23 et 25 sont disponibles sur le site.
- « Patrologia orientalis », sur Patristique.org (consulté le 27 octobre 2012). Les volumes 2 (sections I, II et V), 3 (sections I et II), 4 (sections I, II, IV et V), 5 (section IV et V), 7 (section II et IV), 8 (sections I, III et V), 9 (sections I, II et V), 10 (sections  I, II, IV et VI), 11 (sections I et IV), 12 (sections II et V), 13 (sections II, III, IV et V), 14 (section I), 15 (section I), 17 (section II), 18 (section III), 19 (sections IV et V) et 22 (section II) sont disponibles sur le site.
- « Patrologia Orientalis », sur Gallica.fr (consulté le 27 octobre 2012). Les volumes 2 (section II), 4 (section I), 7 (section II), 8 (section I), 9 (section II), 12 (section III), 14 (section III) et 20 (section I) sont disponibles sur le site.